# Cheiracanthium spectabile
Cheiracanthium spectabile är en spindelart som först beskrevs av Tamerlan Thorell 1887. Cheiracanthium spectabile ingår i släktet Cheiracanthium och familjen sporrspindlar.
Artens utbredningsområde är Myanmar. Inga underarter finns listade i Catalogue of Life.